# Gulbrynad tetraka
Gulbrynad tetraka (Crossleyia xanthophrys) är en fågel i familjen madagaskarsångare inom ordningen tättingar. Liksom övriga arter i familjen förekommer den endast på Madagaskar.

## Utseende och läten
Gulbrynad tetraka är en rätt stor (15 cm), marklevande timalieliknande sångare med kort näbb. Ovansidan är mörkt olivgrön med lysande gult ögonbrynsstreck som kontrasterar med ett svart ögonstreck. Den är vidare gul på strupe och övre delen av bröstet. Näbben är ljusskär med mörk kulmen. Lätet består av ett genomträngande "tsirp" som oftast avslöjar fågeln.

## Utbredning och systematik
Fågeln placeras i släktet Crossleyia, traditionellt som enda art, men DNA-studier pekar på att mörk tetraka även bör föras till släktet. Fågeln återfinns i låglänta regnskogar på öst-centrala Madagaskar. Tidigare placerades den i familjen Timaliidae.

## Status och hot
Arten har ett stort utbredningsområde, men tros minska i antal, dock inte tillräckligt kraftigt för att den ska betraktas som hotad. Internationella naturvårdsunionen IUCN listar därför arten som livskraftig (LC).

## Namn
Fågelns vetenskapliga släktesnamn hedrar Alfred Crossley (1829-1888), brittisk taxidermist och samlare av specimen på bland annat Madagaskar 1870-1873. På svenska har den tidigare kallats gulbrynad madagaskarsångare, men namnet har justerats för att förtydliga släktskapet med tetrakorna i Xanthomixis.